# コリーン駅
コリーン駅（コリーンえき、チェコ語: Kolín）はチェコ共和国中央ボヘミア州コリーンにある、鉄道施設管理公団（SŽDC）の鉄道駅。海抜200m地点にある。

## 駅構造
6面11線の地上駅。

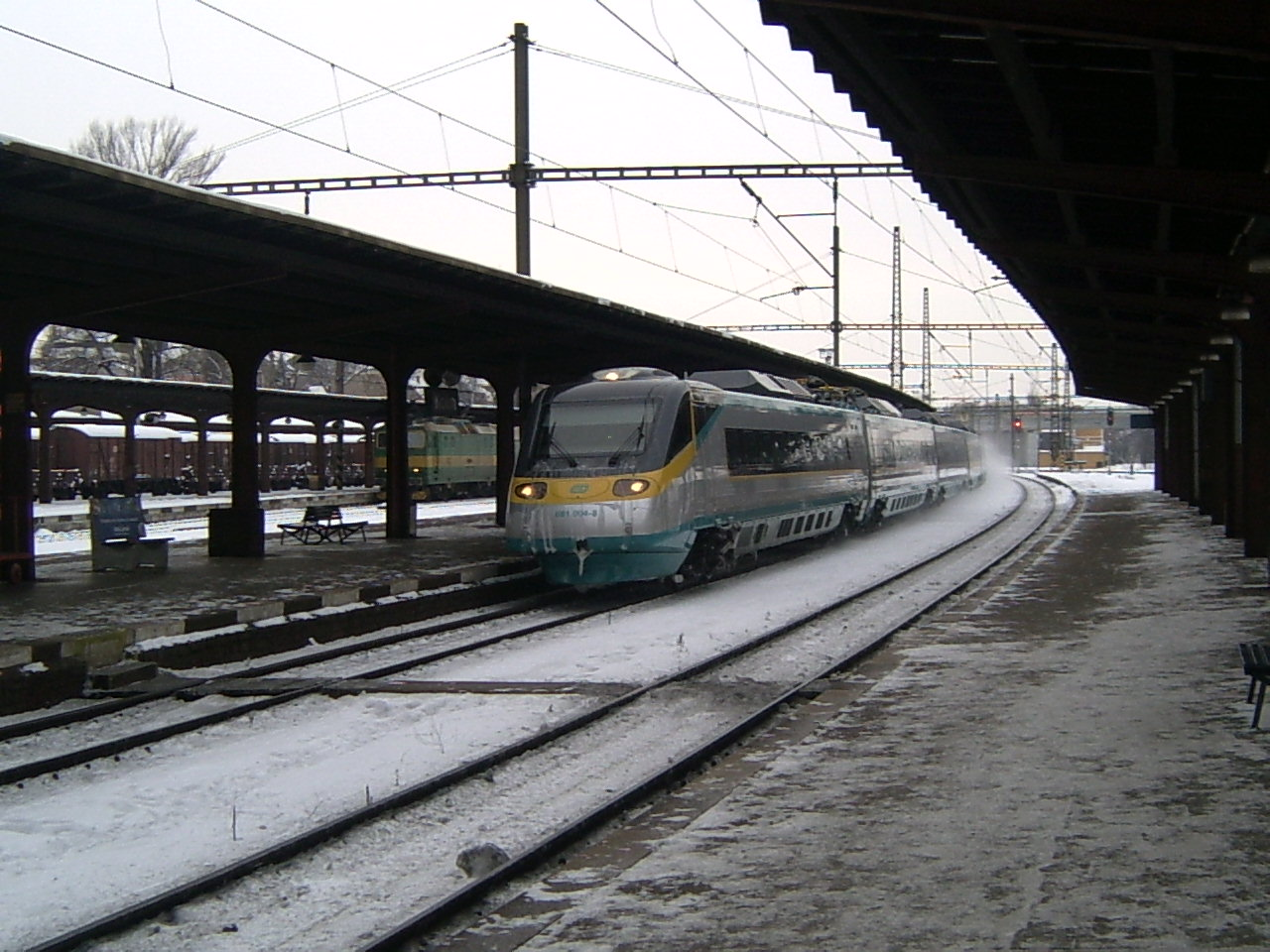
ホーム（2005年12月30日）

## 隣の駅
チェコ鉄道
010号線
コリーン駅 - コリーン・ディールニ駅
011号線
コリーン・ザスターヴカ駅 - コリーン駅
014号線
コリーン駅 - コリーン・ミーストニー・ナードラジー駅
230号線
コリーン駅 - フリーゾフ駅
231号線
コリーン＝ザーラビー駅 - コリーン駅